# بيرين جوتشي ديلتشيف
بيرين جوتشي ديلتشيف هو نادي كرة قدم بلغاري أٌسس عام 1925. يلعب النادي في الدوري البلغاري الممتاز.